# 98. pehotni polk (Italija)
98. pehotni polk Genova (izvirno italijansko 98º Reggimento fanteria) je bil pehotni polk Kraljeve italijanske kopenske vojske.

## Zgodovina
Med prvo svetovno vojno je bil polk aktiven na soški fronti